# Juan de Arzamendi
Juan Bautista de Arzamendi o (Arcemendi) (Mendarozketa, Cigoitia, Álava, 1635 - Madrid, 1720) fue un religioso español, miembro de la Inquisición.

## Biografía
Licenciado en el colegio de Santa Cruz de Valladolid, ocupó el puesto de fiscal del tribunal inquisitorial de Granada en 1670, inquisidor en 1672 y juez de bienes del mismo en 1677; en 1682 el inquisidor general Diego Sarmiento Valladares le nombró encargado de hacienda del tribunal de Corte y en 1686 consejero del Tribunal de la Suprema.
En 1699 el inquisidor general Baltasar de Mendoza y Sandoval, descontento con la decisión unánime del consejo de la inquisición de absolver de sus cargos a Froilán Díaz, confesor del rey Carlos II imputado por herejía, dispuso arbitrariamente la jubilación forzosa de los consejeros Arzamendi, Antonio Zambrana y Juan Miguélez y el destierro del secretario Domingo de la Cantolla. Arzamendi permaneció en el retiro hasta 1704, cuando el rey Felipe V ordenó la reapertura del caso de Díaz, cesó a Mendoza y restituyó en sus antiguos empleos a los consejeros depuestos.
En 1720 Felipe V le nombró inquisidor general en sustitución de José Molines, que había fallecido en Milán durante el cautiverio al que las tropas austriacas le habían sometido, pero Arzamendi murió antes de haber recibido la bula papal de confirmación en el cargo.
| Predecesor: José Molines | Inquisidor general 1720 | Sucesor: Diego de Astorga y Céspedes |